# Muntanyes Allegheny
Les muntanyes Allegheny (en anglès Allegheny Mountain, també dites Alleghany, Allegany i, informalment, les Alleghenies) són part de la gran serralada dels Apalatxes a l'est dels Estats Units i el Canadà. Formen una barrera d'orientació nord-est a sud-oest i tenen uns 640 km de llargada. Van des de Pennsilvània, a Maryland i Virgínia de l'Oest, fins al sud-oest de Virgínia.
Arriben a 1,483 m al nord-est de Virgínia de l'Oest. A l'est domina l'anomenat Allegheny Front. A l'oest l'altiplà Allegheny Plateau s'estén fins a Ohio i Kentucky. Els principals assentaments dels Alleghenies són Johnstown (Pennsilvània) i Cumberland (Maryland).
El seu nom deriva del riu Allegheny, i prové dels amerindis lenapes (delaware) i sembla que significa "Bon riu". Allegheny és com s'escrivia aquest riu en idioma francès, donat que aquest territori pertanyia a Nova França.